# Idli
Les idli (prononcer : ɪdliː ; kannada : ಇಡ್ಲಿ ; tamoul : இட்லி ; télougou : ఇడ్లీ), mot également romanisé sous la forme idly ou iddly, sont des galettes salées appréciées dans toute l'Inde du Sud.
Ces galettes sont généralement d'un diamètre de 5 à 7 cm, et sont préparées en cuisant à la vapeur une pâte composée d'un mélange d’urad (lentilles noires) écossées et fermentées, de riz et parfois de millet. Le processus de fermentation casse les amidons de manière qu'ils soient plus faciles à métaboliser par le corps.
Mangés la plupart du temps au petit déjeuner, ou en tant qu'en-cas, les idli sont habituellement servis par deux avec du chutney, du sambar ou d'autres accompagnements. Les mélanges d'épices séchées écrasées, tels que le milagai podi, sont les condiments préférés pour accompagner les idli que l'on mange en chemin. Par ailleurs, les idli sont considérés par certains comme un des dix aliments les plus sains au monde du fait des ingrédients dont ils sont faits.[réf. nécessaire]
Dans la côte ouest de l'Inde (Maharashtra, Goa et Karnataka), le idli (appelé hilti en konkani ancien) est cuisiné en une variante appelée sanna (सान्नां en konkani). La recette ne change que par l'utilisation d'eau de coco et de lait de coco. Les catholiques le cuisinent également avec du toddy (alcool local).

## Lesidlidans la littérature
« Pour se remonter le moral, il décida de se prendre un second petit-déjeuner et […] il alla au boui-boui de la grand-rue, en compagnie de types à la mâchoire proéminente et aux yeux de braise, déguster des idlis, ces petits pains de riz bouilli qu'on trempe dans une sauce plus pimentée que l'enfer. »

— Patrick Boman, Peabody secoue le cocotier, Picquier Poche, 2004, p. 59.